# Al Pease
Victor "Al" Pease (Darlington, 15 oktober 1921 – Sevierville, 4 mei 2014) was een Formule 1-coureur uit Canada. Hij nam tussen 1967 en 1969 3 maal deel aan zijn thuisrace voor het team Eagle, maar scoorde hierin geen punten. Hij heeft de twijfelachtige eer om de enige coureur te zijn die gediskwalificeerd werd doordat hij te langzaam was, in de Grand Prix van Canada in 1969.
Hij overleed in 2014 thuis op 92-jarige leeftijd.